# Temenos AG
Temenos AG er en schweizisk virksomhed, der er specialiseret i virksomhedssoftware til banker og finansielle institutioner og med hovedkvarter i Geneve. Temenos blev etableret i 1993 og har været børsnoteret på Swiss stock exchange siden 2001.
De har 67 kontorer i 40 lande.